# Tolino epos
Der Tolino epos (Eigenschreibweise tolino epos) ist ein E-Book-Reader der Tolino-Allianz. Er ist das erste Modell der epos-Reihe und wurde dank seines 7,8" Bildschirmes als größere Alternative zur Vision-Reihe vertrieben.
Das Gerät hat wie die meisten der Geräte der Vision-Reihe einen „Wasserschutz“ und einen Magnetsensor für die Nutzung sogenannter „intelligenter“ Schutztaschen. Das Gerät hat 8 GB internen Speicher. Die Farbtemperatur der Hintergrundbeleuchtung lässt sich abhängig von der Tageszeit oder manuell regeln.
Das Nachfolgemodell ist das Tolino Epos 2 von 2019.

## Technische Daten
| Bildschirm                    | 7,8 Zoll E Ink Carta™ Display, HD-Auflösung (300 ppi, 1872 × 1404 Pixel), 19,81 Zentimeter Bildschirmdiagonale |
| Beleuchtung                   | Integrierte Beleuchtung mit smartLight (manuelle oder automatische Anpassung) |
| Abmessung                     | 140 × 209 × 8,2 mm |
| Gewicht                       | 260 g |
| Akku                          | Lithium-Polymer Akku, 1200 mAh |
| Akkulaufzeit                  | bis zu 4 Wochen |
| Prozessor                     | 1 GHz Freescale i.MX6 |
| Arbeitsspeicher               | 512 MB RAM |
| Speicher (intern)             | 8 GB (davon 2 GB für Betriebssystem reserviert, reicht aus für ca. 6.000 E-Books) |
| Cloud-Speicher (tolino Cloud) | 25 GB (zusätzlicher Online-Speicher für E-Books in Deutschland, Österreich und der Schweiz) |
| Kompatibilität                | EPUB, PDF, TXT; Adobe DRM-fähig; kompatibel mit öffentlichen Leihbibliotheken (z. B. Onleihe) und tolino select |
| Konnektivität                 | WLAN (802.11 b/g/n), integrierter gratis HotSpot-Zugang zu den HotSpots der Deutschen Telekom AG deutschlandweit (nach Anmeldung beim Buchhändler) |
| Anschlüsse                    | Micro-USB |
| Extras                        | Wasserschutz, Wörterbuchfunktion, Übersetzungsfunktion, Schnellblättern-Funktion, Bildschirmsperre, tolino Bibliothek-Verknüpfung, Hall-Sensor zur Nutzung von „intelligenten“ Schutztaschen, easy2connect-Kabel zum Anschließen des E-Book-Readers am PC oder Netzstecker |